# Список нестандартних дат
Декілька нестандартних дат використовуються в календарях з різними цілями: деякі є явно вигаданими, деякі мають на меті створити риторичний ефект (наприклад, сарказм), а інші намагаються вирішити конкретні математичні, наукові чи бухгалтерські вимоги, чи розбіжності в календарних системах.

## 0 січня
0 січня — альтернативна назва 31 грудня.

### В ефемеридах
0 січня — день перед 1 січня в річних ефемеридах. Він зберігає дату в тому році, для якого було опубліковано ефемериди, таким чином уникаючи будь-яких посилань на попередній рік, навіть якщо це той самий день, що й 31 грудня попереднього року.
0 січня також зустрічається в епоху для секунди ефемерид, «1900 0 січня о 12 годині ефемеридного часу». 0 січня 1900 року (о полудні за Гринвічем) також був епохою, використаною в Таблицях Сонця Ньюкомба, яка стала епохою для Дублінського юліанського дня.

### У програмному забезпеченні
У Microsoft Excel епохою формату дати 1900 є 0 січня 1900 року.

## 30 лютого
30 лютого — це дата, яка не зустрічається в григоріанському календарі, де місяць лютий містить лише 28 днів, або 29 днів у високосному році. 30 лютого зазвичай використовується як саркастична дата для згадки про те, що ніколи не відбудеться або ніколи не буде зроблено. Він також з'являється в деяких реформах календарів.

### Шведський календар

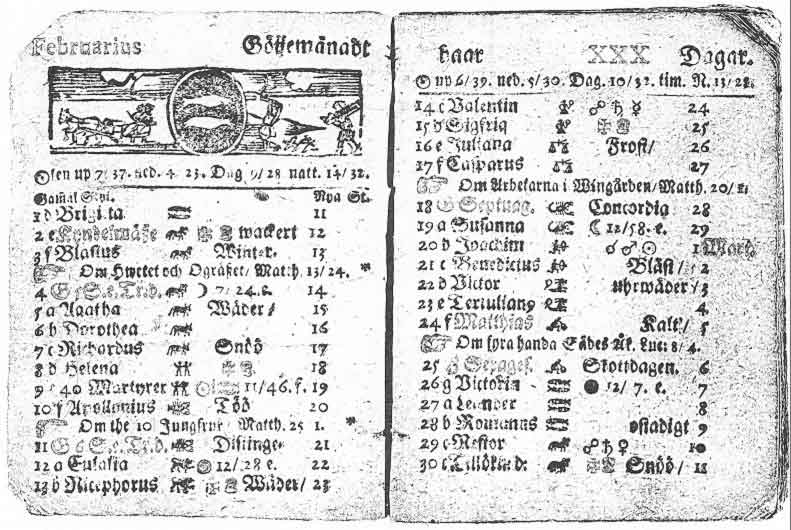
Шведський календар на лютий 1712 року

30 лютого було у Швеції в 1712 році.
Це сталося тому, що замість переходу з юліанського календаря на григоріанський, пропускаючи блок послідовних днів, як це було зроблено в інших країнах, Шведська імперія планувала поступово змінюватись, пропускаючи всі високосні дні з 1700 до 1740 року включно. Хоча високосний день був пропущений у лютому 1700 року, Велика Північна війна почалася пізніше того ж року, відвернувши увагу шведів від їхнього календаря, щоб вони не пропускали високосні дні в наступних двох випадках; 1704 і 1708 роки залишилися високосними.
Щоб уникнути плутанини та подальших помилок, юліанський календар було відновлено в 1712 році, додавши додатковий високосний день, таким чином давши цьому році єдине відоме фактичне використання 30 лютого в календарі. Цей день відповідав 29 лютого за юліанським календарем і 11 березня за григоріанським календарем.
Перехід Швеції на григоріанський календар був остаточно завершений у 1753 році, коли 17 лютого змінилося на 1 березня.

### Штучні календарі
Штучні календарі також можуть мати 30 днів у лютому. Наприклад, у кліматичній моделі статистику можна спростити, якщо мати 12 місяців по 30 днів. Прикладом може слугувати модель загальної циркуляції Центру Хедлі.

### Вигадані календарі
У творах Дж. Р. Р. Толкіна, гобіти розробили Розрахунок Ширу. Відповідно до додатка D до «Володаря перснів», цей календар уклав рік у 12 місяців по 30 днів кожен. Місяць, який гобіти називають Солмат, у тексті передається як лютий, і тому в оповіді існує дата 30 лютого.
30 лютого 1951 року — остання ніч світу в оповіданні Рея Бредбері «Остання ніч світу».
Зоряна дата з «Зоряного шляху» замінює числові записи Григоріанського календаря та має вигляд кількох цифр, розділених крапкою. Характерно, що головна функція зоряної дати художня і полягає в тому, аби підкреслити, що події відбуваються в майбутньому. В різних творах за «Зоряним шляхом» пропонуються різні способи обрахунку зоряної дати.

### Міфи

#### Радянський календар
Хоча багато джерел стверджують, що 30-денні місяці використовувалися в Радянському Союзі протягом усього або частково періоду з 1929 по 1940 рік, радянський календар з 5- і 6-денними тижнями використовувався лише для призначення робочих днів і днів відпочинку на підприємствах. Григоріанський календар (з 1918 року) залишався для повсякденного використання: збережені фізичні календарі того періоду показують лише нерегулярні місяці григоріанського календаря, включаючи 28- або 29-денний лютий, що свідчить про те, що в Радянському Союзі ніколи не було 30 лютого.

#### Ранній юліанський календар
Вчений XIII століття Йоганнес де Сакробоско стверджував, що в юліанському календарі лютий мав 30 днів у високосних роках з 45 р. до н.е. до 8 р. до н.е., коли Октавіан Август нібито скоротив лютий на один день, щоб віддати цей день названому на його честь місяця серпня, щоб він мав таку ж тривалість, як і місяць липень, названий на честь його прийомного батька Юлія Цезаря. Проте всі історичні докази спростовують версію Сакробоско, включаючи подвійні дати з александрійським календарем.

### Інший
Лін-Мануель Міранда та Уірд Аль Янкович відзначили 2 березня як 30 лютого дату виходу альбому Янковича «The Hamilton Polka».

## 31 лютого

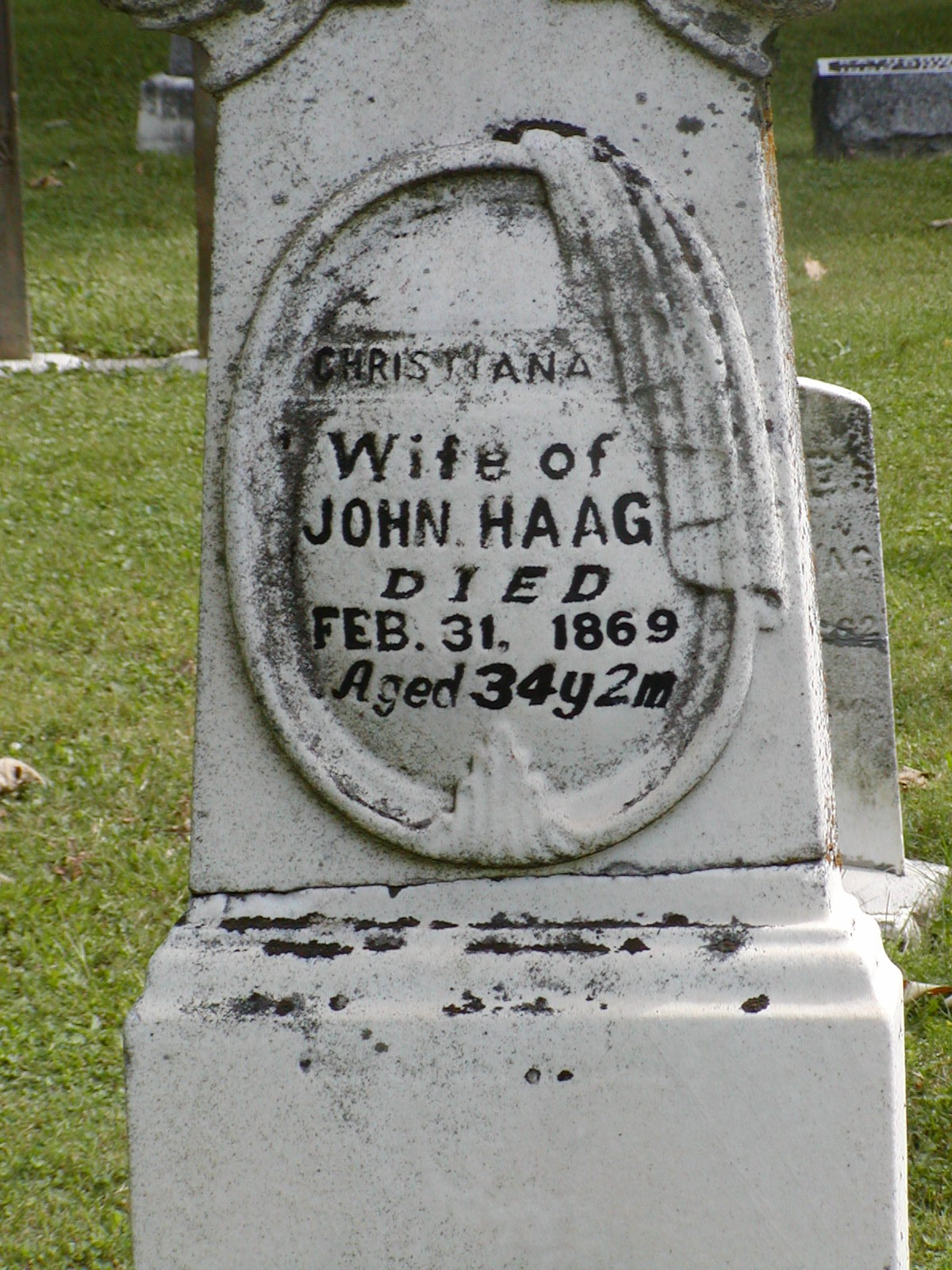
31 лютого на надгробку

31 лютого використовується виключно на надгробках, коли дата невідома, або, принаймні в одному випадку, нібито через марновірство (скоріше помилка).
Він також використовується (разом з 32 і 33 лютого) для розрахунку даних про погоду.

## 0 березня
0 березня — альтернативна назва останнього дня лютого (28 лютого або 29 лютого у високосні роки). Він найчастіше використовується в астрономії, розробці програмного забезпечення, та обчисленнях алгоритму Судного дня.

## 35 травня
35 травня використовується в материковому Китаї, щоб уникнути цензури, коли йдеться про протести на площі Тяньаньмень 1989 року, де офіційні назви суворо цензуруються Комуністичною партією, і ця подія зазвичай називається 4 червня. Вона також використовується в назві німецького дитячого роману «35 травня, або Поїздка Конрада до південних морів», опублікованого в 1931 році.

## 31 червня
31 червня — вигадана дата в радянському фільмі 31 червня.
Це також дата вигаданого рейду Королівських ВПС на Німеччину в романі Лена Дейтона 1970 року «Бомбер».

## 31.5 грудня за Гринвічем
«31.5 грудня за Гринвічем» в альманахах 1924 року — це мить, визначена для вирішення контрасту між двома різними конвенціями у визначенні цивільного часу, коли опівніч вважалася нульовою годиною.

## 32 грудня
32 грудня — це дата «Ночі Вартової Варти в творі „Батько Вепр“» Террі Пратчетта. Його також використовували як назву для різних творів.

### 32 грудня 1980 року
Випробувальний політ літака LearAvia Lear Fan мав фінансування британського уряду, «термін дії якого закінчився наприкінці того ж року». Після скасування запланованого тестового польоту 31 грудня 1980 року через технічні проблеми перший прототип здійснив свій перший політ 1 січня 1981 року, але офіційно британські урядовці записали цю дату як «32 грудня 1980 року».

## Календарні реформи
Оскільки вирівнювання місяців є частиною обґрунтування для реформування календаря, деякі календарі реформи, такі як Всесвітній календар і Постійний календар Ганке-Генрі містять 30-денний лютий. Календар Symmetry454 призначає 35 днів для лютого, травня, серпня та листопада, а також грудня у високосному році.